# Líbia a 2011-es úszó-világbajnokságon
Líbia a 2011-es úszó-világbajnokságon egy versenyzővel vett részt.

## Úszás
Férfi
| Versenyző     | Esemény                         | Selejtezők | Selejtezők | Elődöntő          | Elődöntő          | Döntő             | Döntő             |
| Versenyző     | Esemény                         | Idő        | Helyezés   | Idő               | Helyezés          | Idő               | Helyezés          |
| ------------- | ------------------------------- | ---------- | ---------- | ----------------- | ----------------- | ----------------- | ----------------- |
| Sofyan Elgidi | Férfi 100 méteres gyorsúszás    | 56.45      | 79         | Nem jutott tovább | Nem jutott tovább | Nem jutott tovább | Nem jutott tovább |
| Sofyan Elgidi | Férfi 100 méteres pillangóúszás | 58.38      | 57         | Nem jutott tovább | Nem jutott tovább | Nem jutott tovább | Nem jutott tovább |